# Nisäräinen
Nisäräinen är en del av en ö i Finland.   Den ligger i kommunen Nystad i landskapet Egentliga Finland, i den sydvästra delen av landet, 210 km väster om huvudstaden Helsingfors.